# Feodor Lynen
Feodor Felix Konrad Lynen (Munique, 6 de abril de 1911 — Munique, 6 de agosto de 1979) foi um bioquímico alemão. Foi agraciado com o Nobel de Fisiologia ou Medicina de 1964.

## Biografia
Feodor Lynen nasceu em Munique em 6 de abril de 1911. Ele começou seus estudos no departamento de química da Universidade de Munique em 1930 e se formou em março de 1937 com Heinrich Wieland com o trabalho: "Sobre as substâncias tóxicas em Amanita". Lynen permaneceu na Alemanha durante a Segunda Guerra Mundial. Em 1942, ele se tornou professor de química na Universidade de Munique. Em 1947 ele se tornou professor assistente e em 1953 professor de bioquímica. De 1954 em diante, ele foi diretor do Instituto Max-Planck de Química Celular em Munique, cargo que foi criado para ele por iniciativa de dois cientistas seniores, Otto Warburg e Otto Hahn. Em 1972, esse instituto foi fundido no recém-fundado Instituto Max-Planck de Bioquímica em 1972. Também em 1972, Lynen foi nomeado presidente da Gesellschaft Deutscher Chemiker (GDCh).

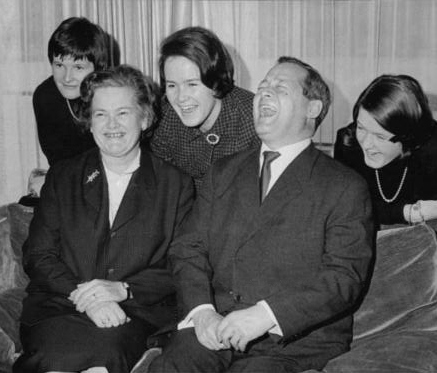
Lynen com a família em Estocolmo em 1964

Em 1964, ele ganhou o Prêmio Nobel de Fisiologia ou Medicina junto com Konrad Bloch por suas descobertas a respeito do mecanismo e da regulação do colesterol e do metabolismo dos ácidos graxos. Essas descobertas levaram muitos anos para funcionar. O Comitê do Nobel considerou isso importante porque a compreensão do metabolismo dos esteróis e dos ácidos graxos pode revelar como o colesterol afeta as doenças cardíacas e o derrame.  Sua palestra no Nobel em 11 de dezembro de 1964 foi 'O caminho do "ácido acético ativado" aos terpenos e ácidos graxos'. 

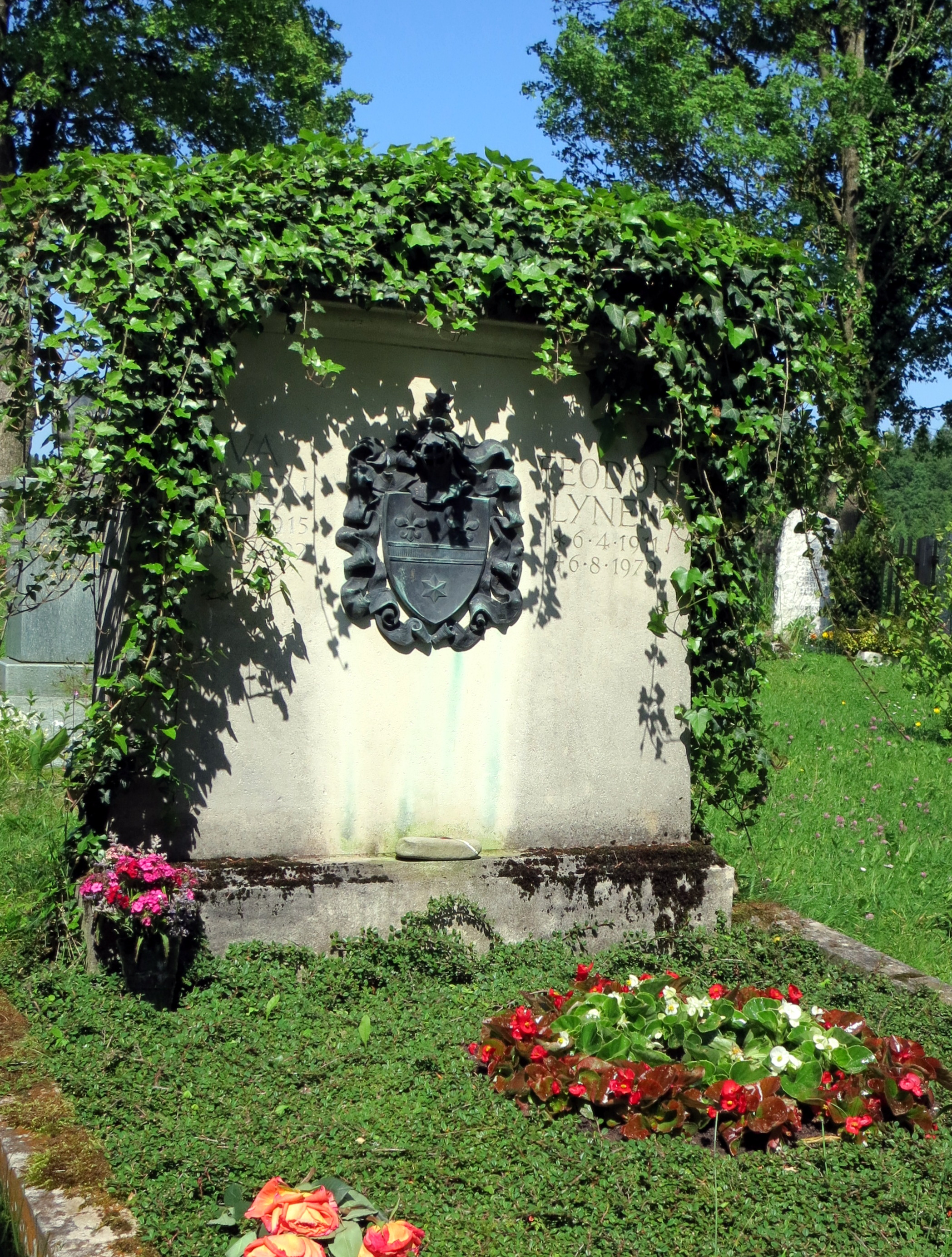
Sepultura no Friedhof von St. Peter und Paul, em Starnberg

Trabalhando principalmente separadamente, Lynen e Bloch descobriram as etapas que criaram o esqualeno e o transformaram em colesterol. Inicialmente, Lynen descobriu que o acetato ativado pela Coenzima A era necessário para iniciar o processo. Ele descobriu a estrutura química da acetil-coenzima A, necessária para uma compreensão detalhada das vias bioquímicas. Ele também aprendeu que a biotina, ou vitamina B7, era necessária no processo.
Em 14 de maio de 1937, Lynen casou-se com Eva Wieland (1915–2002), filha de seu professor acadêmico. Eles tiveram cinco filhos entre 1938 e 1946. Feodor Lynen morreu em Munique, Alemanha, em 6 de agosto de 1979, seis semanas após uma operação de aneurisma.